# 蒂尔
蒂尔（法語：Thuir，法語：[tɥiʁ] ⓘ），法国南部城市，奥克西塔尼大区东比利牛斯省的一个市镇，隶属于塞雷区，其市镇面积为19.9平方公里，2022年1月1日时人口数量为8,215人，在法国城市中排名第1,309位。
蒂尔位于东比利牛斯省中东部，是阿斯普尔地区的中心城市。

## 地名来源
“蒂尔”一名的来源及含义均尚有待考证。
蒂尔所处区域历史上曾通行加泰罗尼亚语，“Thuir”对应的加泰罗尼亚语名称拼写为“Tuïr”。

## 历史
蒂尔的早期历史尚不清楚，当地曾发掘出大型史前文明遗址。罗马人入侵后，蒂尔成为纳博讷高卢行省的一部分。中世纪时，蒂尔先后隶属于鲁西永伯国和加泰罗尼亚公国，1659年根据《比利牛斯条约》被并入法兰西王国。法国大革命后，蒂尔成为东比利牛斯省的一个市镇，隶属于佩皮尼昂区。1795年，共和国军队和反法联盟在比利牛斯山东端爆发鲁西永战争，蒂尔的部分建筑遭到破坏。1860年，维奥莱兄弟（Frère Violet）在蒂尔创办Byrrh酒厂，该厂逐渐成为当地的重要经济支柱。二战后，得益于旅游和疗养业的发展，蒂尔境内兴建了大批疗养院及居民区，当地的人口数量逐年增加。2017年1月1日，蒂尔由佩皮尼昂区划入塞雷区。

## 地理

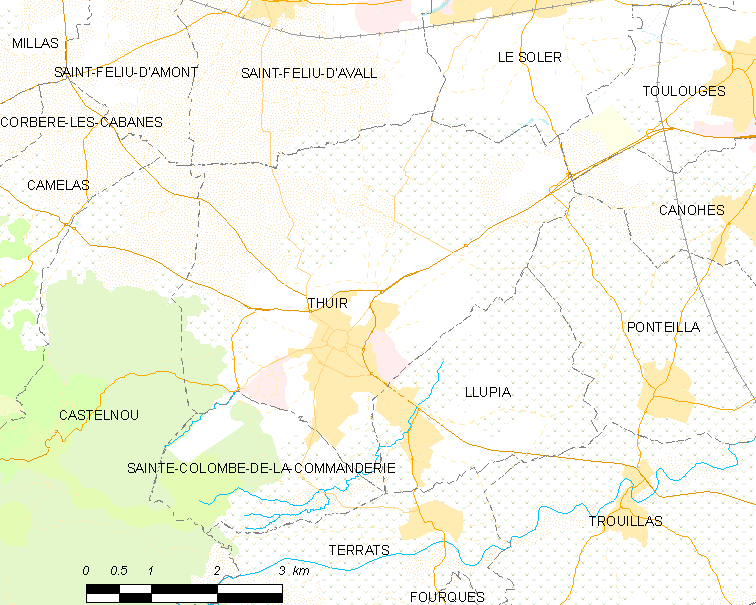
蒂尔市镇范围地图

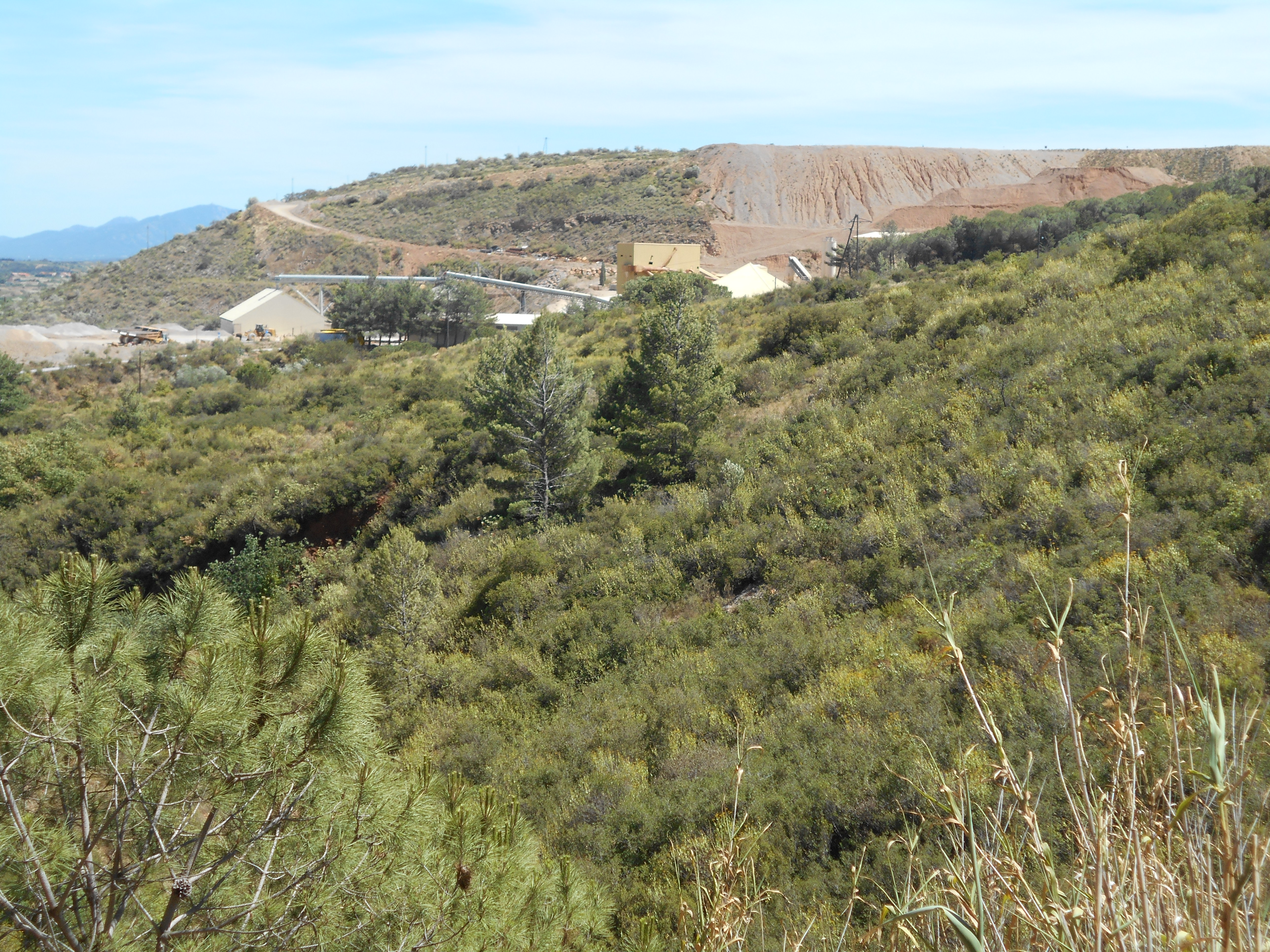
蒂尔附近的浅丘灌木丛

蒂尔位于法国南部，奥克西塔尼大区南部和东比利牛斯省东南部，距离省会佩皮尼昂大约15公里。与蒂尔接壤的市镇包括：圣费利于达瓦伊、勒索莱、图卢日、卡诺埃斯、卡斯泰尔努、圣科隆布-德拉科芒德里、蓬泰亚和于皮亚。

### 地形
蒂尔位于比利牛斯山东段北麓，卡尼古山和鲁西永平原的过渡地带，境内以平原和丘陵为主，市镇中心地势较为平坦，市镇范围西南部为山地，全境海拔在48到273米之间。

### 水文
蒂尔位于泰特河流域范围内，其右岸支流巴斯河自西南向东北流经蒂尔市区东部，此外当地建有蒂尔运河作为供水渠。

### 植被
蒂尔属于亚热带常绿硬叶林区，林地多分布于河流附近，以及境内西南部的山地地区。
在鲜花城市的评比中，蒂尔暂未被评级。

### 气候
蒂尔在柯本气候分类法中属于地中海气候。
蒂尔境内设有常年气象站，以下为该气象站的数据（其中日照数据取自佩皮尼昂气象站）：
| 蒂尔 1981年－2010年 | 蒂尔 1981年－2010年 | 蒂尔 1981年－2010年 | 蒂尔 1981年－2010年 | 蒂尔 1981年－2010年 | 蒂尔 1981年－2010年 | 蒂尔 1981年－2010年 | 蒂尔 1981年－2010年 | 蒂尔 1981年－2010年 | 蒂尔 1981年－2010年 | 蒂尔 1981年－2010年 | 蒂尔 1981年－2010年 | 蒂尔 1981年－2010年 | 蒂尔 1981年－2010年 |
| 月份                | 1月                 | 2月                 | 3月                 | 4月                 | 5月                 | 6月                 | 7月                 | 8月                 | 9月                 | 10月                | 11月                | 12月                | 全年                |
| ------------------- | ------------------- | ------------------- | ------------------- | ------------------- | ------------------- | ------------------- | ------------------- | ------------------- | ------------------- | ------------------- | ------------------- | ------------------- | ------------------- |
| 历史最高温 °C（°F） | 22.1 (71.8)         | 24.9 (76.8)         | 27.4 (81.3)         | 29 (84)             | 36.2 (97.2)         | 38 (100)            | 37.4 (99.3)         | 38.8 (101.8)        | 33.7 (92.7)         | 31.2 (88.2)         | 25.6 (78.1)         | 21.6 (70.9)         | 38.8 (101.8)        |
| 平均高温 °C（°F）   | 12.3 (54.1)         | 13.5 (56.3)         | 16.7 (62.1)         | 19 (66)             | 22.8 (73.0)         | 27.1 (80.8)         | 29.6 (85.3)         | 29.1 (84.4)         | 24.7 (76.5)         | 20.8 (69.4)         | 15.5 (59.9)         | 12.5 (54.5)         | 20.3 (68.5)         |
| 日均气温 °C（°F）   | 7.6 (45.7)          | 8.5 (47.3)          | 11.2 (52.2)         | 13.4 (56.1)         | 17.1 (62.8)         | 21.3 (70.3)         | 23.5 (74.3)         | 23.2 (73.8)         | 19.1 (66.4)         | 15.9 (60.6)         | 10.8 (51.4)         | 7.9 (46.2)          | 15 (59)             |
| 平均低温 °C（°F）   | 2.9 (37.2)          | 3.4 (38.1)          | 5.7 (42.3)          | 7.8 (46.0)          | 11.4 (52.5)         | 15.6 (60.1)         | 17.5 (63.5)         | 17.4 (63.3)         | 13.5 (56.3)         | 11 (52)             | 6.1 (43.0)          | 3.2 (37.8)          | 9.6 (49.3)          |
| 历史最低温 °C（°F） | −6.4 (20.5)         | −7.4 (18.7)         | −6.9 (19.6)         | −2.1 (28.2)         | 2.2 (36.0)          | 7.7 (45.9)          | 9.6 (49.3)          | 8.3 (46.9)          | 4.4 (39.9)          | −1 (30)             | −8.5 (16.7)         | −7.3 (18.9)         | −8.5 (16.7)         |
| 平均降水量 mm（）   | 50.9 (2.00)         | 42.6 (1.68)         | 33.6 (1.32)         | 65 (2.6)            | 54.2 (2.13)         | 24.5 (0.96)         | 15.7 (0.62)         | 35.3 (1.39)         | 41.4 (1.63)         | 54 (2.1)            | 79.4 (3.13)         | 79.7 (3.14)         | 576.3 (22.69)       |
| 月均日照時數        | 141.2               | 160.8               | 209.6               | 218                 | 235.8               | 268.9               | 298.2               | 267.4               | 222.2               | 167.6               | 149.2               | 126.1               | 2,465               |
| 来源：infoclimat    |                     |                     |                     |                     |                     |                     |                     |                     |                     |                     |                     |                     |                     |

## 行政区划
蒂尔的市镇编号为66210，邮政编号为66300。
在行政管理方面，蒂尔隶属于法国奥克西塔尼大区东比利牛斯省塞雷区；在地方选举方面，蒂尔是莱萨斯普尔县的中央投票站所在地，其市镇范围全境被划入东比利牛斯省第四选区；在社会管理方面，蒂尔是莱萨斯普尔市镇公共社区的办公驻地。
截至2023年8月，蒂尔市镇范围内暂无任何城市敏感街区及城市政策优先街区。
法国国家统计与经济研究所（简称）在进行数据统计时，将蒂尔及相邻的另外2个市镇设为蒂尔城市核心区，并将包括核心区在内的周边共66个市镇划为佩皮尼昂城市区。自2020年起，佩皮尼昂城市区被包含118个市镇的佩皮尼昂城市辐射区代替。此外，还将蒂尔市镇分为了三个“块区”（IRIS），以便于统计人口分布情况。

## 交通

### 公路
东比利牛斯省省道D18线、D48线、D85线、D612A线和D615线在蒂尔境内交汇。奥克西塔尼大区下属的城际客运提供巴士线路，可前往省会佩皮尼昂及蒂尔周边的部分市镇。
2019年，76.1%的蒂尔家庭拥有至少一辆私人汽车。2021年，蒂尔境内共发生各类交通事故4起，造成2人遇难，12人受伤，其中10人重伤。
| 42 | 11 |

| 佩皮尼昂 | 15 |

| 普拉德 | 34 |

| 埃尔讷 | 20 |

### 铁路
蒂尔位于佩皮尼昂－蒂尔铁路的终点，该铁路已于1993年关闭。
距离蒂尔最近的运营中的客运铁路车站为6.5公里外的圣费利于达瓦伊站，该站停靠往返于佩皮尼昂和自由城-韦尔内莱班一线的区域列车。

### 航空
距离蒂尔最近的民用航空站为19公里外的佩皮尼昂机场。

### 城市公共交通
截至2023年8月，蒂尔暂无城市公共交通系统。

## 政治

### 市政内阁

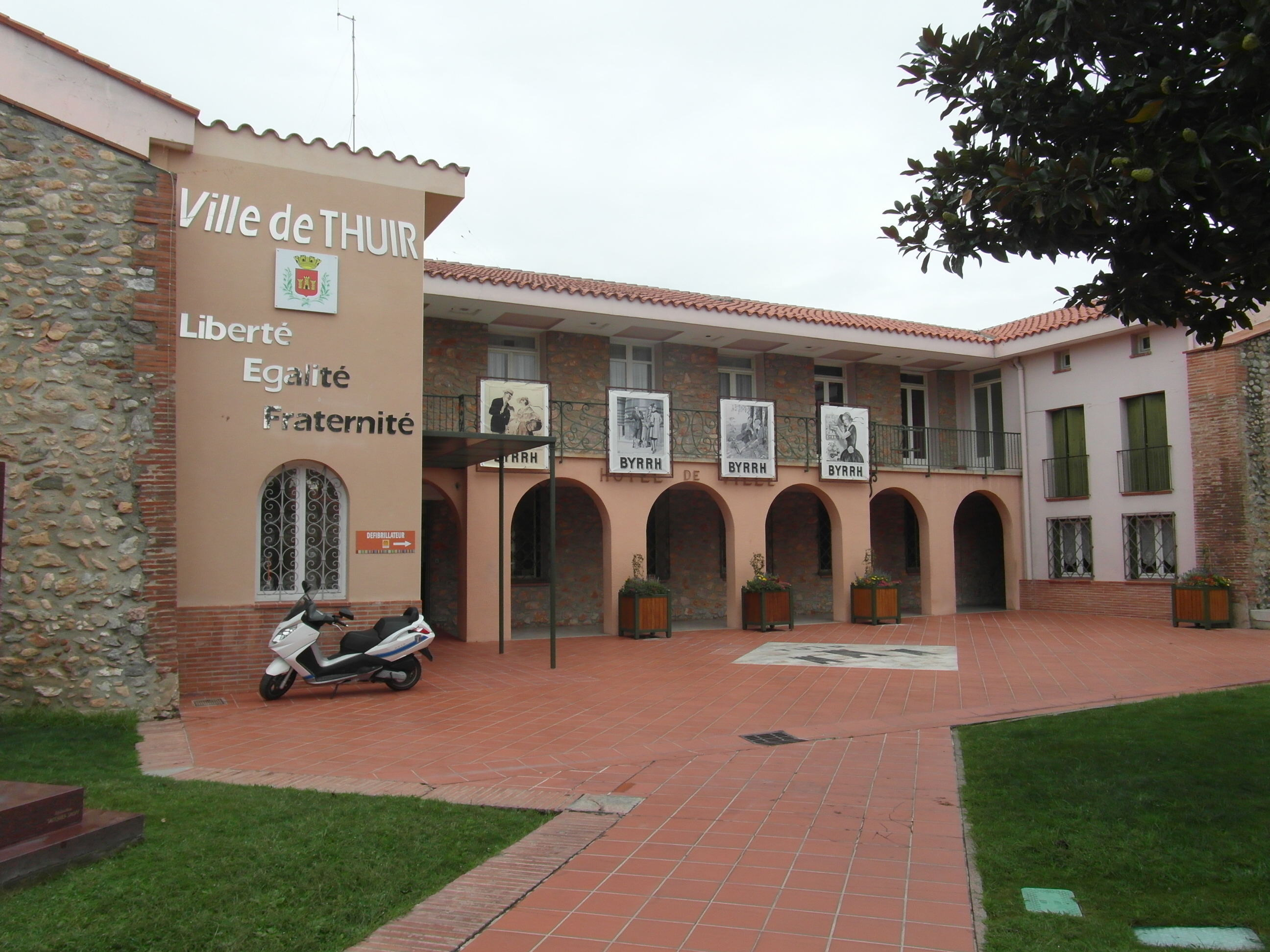
蒂尔市政厅

蒂尔的现任市长为勒内·奥利夫先生（René OLIVE），他是一名左翼无党派人士，在2020年的市政选举中获得了74.51%的支持率。
| 蒂尔历届市长   | 蒂尔历届市长                       | 蒂尔历届市长                |
| 任期           | 市长                               | 党派                        |
| -------------- | ---------------------------------- | --------------------------- |
| 1944年－1945年 | Pierre BAILLETTE 皮埃尔·巴耶特     | 不详                        |
| 1945年－1947年 | Louis NOGUÈRES 路易·诺盖尔         | 不详                        |
| 1947年－1982年 | Léon-Jean GRÉGORY 莱昂-让·格雷戈里 | 無黨籍                      |
| 1982年－1989年 | Albert PASSAMA 阿尔贝·帕萨马       | 不详                        |
| 1989年－       | René OLIVE 勒内·奥利夫             | PS社会党 →DVG左翼无党派人士 |

### 各级选举
| 蒂尔历届投票选举结果 | 蒂尔历届投票选举结果 | 蒂尔历届投票选举结果 | 蒂尔历届投票选举结果          | 蒂尔历届投票选举结果          | 蒂尔历届投票选举结果 | 蒂尔历届投票选举结果          | 蒂尔历届投票选举结果          | 蒂尔历届投票选举结果 | 蒂尔历届投票选举结果 |
| 选举项目             | 选举范围             | 选区单位             | 选区单位内的选举结果          | 选区单位内的选举结果          | 选区单位内的选举结果 | 选区单位内的选举结果          | 选区单位内的选举结果          | 选区单位内的选举结果 | 参考资料             |
| 选举项目             | 选举范围             | 选区单位             | 第一轮胜出者                  | 第一轮胜出者                  | 支持率               | 第二轮胜出者                  | 第二轮胜出者                  | 支持率               | 参考资料             |
| -------------------- | -------------------- | -------------------- | ----------------------------- | ----------------------------- | -------------------- | ----------------------------- | ----------------------------- | -------------------- | -------------------- |
| 2017年法國總統選舉   | 法國                 | 市镇                 |                               | 玛丽娜·勒庞                   | 28.8%                |                               | 埃马纽埃尔·马克龙             | 56.21%               | [ 25 ]               |
| 2017年法国立法选举   | 东比利牛斯省第四选区 | 市镇                 |                               | 塞巴斯蒂安·卡泽诺夫           | 36.63%               |                               | 塞巴斯蒂安·卡泽诺夫           | 62.56%               | [ 25 ]               |
| 2019年欧洲议会选举   | 法國                 | 市镇                 |                               | 若尔丹·巴尔代拉               | 30.81%               | （不适用）                    | （不适用）                    | （不适用）           | [ 27 ]               |
| 2021年法国省级选举   |                      | 县                   |                               | 埃尔默利娜·马勒布 蒂埃里·瓦桑 | 37.7%                |                               | 埃尔默利娜·马勒布 蒂埃里·瓦桑 | 55.83%               | [ 28 ]               |
| 2021年法国省级选举   | 市镇                 |                      | 埃尔默利娜·马勒布 蒂埃里·瓦桑 | 51.74%                        |                      | 埃尔默利娜·马勒布 蒂埃里·瓦桑 | 66.17%                        |                      | [ 28 ]               |
| 2021年法国大区选举   | 奧克西塔尼大區       | 市镇                 |                               | 卡萝尔·德尔加                 | 42.08%               |                               | 卡萝尔·德尔加                 | 59.64%               | [ 29 ]               |
| 2022年法国总统选举   | 法國                 | 市镇                 |                               | 玛丽娜·勒庞                   | 31.92%               |                               | 玛丽娜·勒庞                   | 54.22%               | [ 25 ]               |
| 2022年法国立法选举   | 东比利牛斯省第四选区 | 市镇                 |                               | 米谢勒·马蒂内兹               | 28.94%               |                               | 米谢勒·马蒂内兹               | 54.74%               | [ 25 ]               |

## 人口
2020年，蒂尔市镇人口数量为8,057，在法国排名第1,309位。其中男性3,797人，女性4,127人，75岁及以上人口占11.8%，外籍人口数量为384人，人口密度为405人/平方公里，当地居民被称为（男性）或（女性）。2020年，蒂尔境内出生64人，死亡人口120人。
| 蒂尔1901年－2020年人口变化情况 |
|                                |
| 数据来源：Cassini、INSEE       |

## 经济

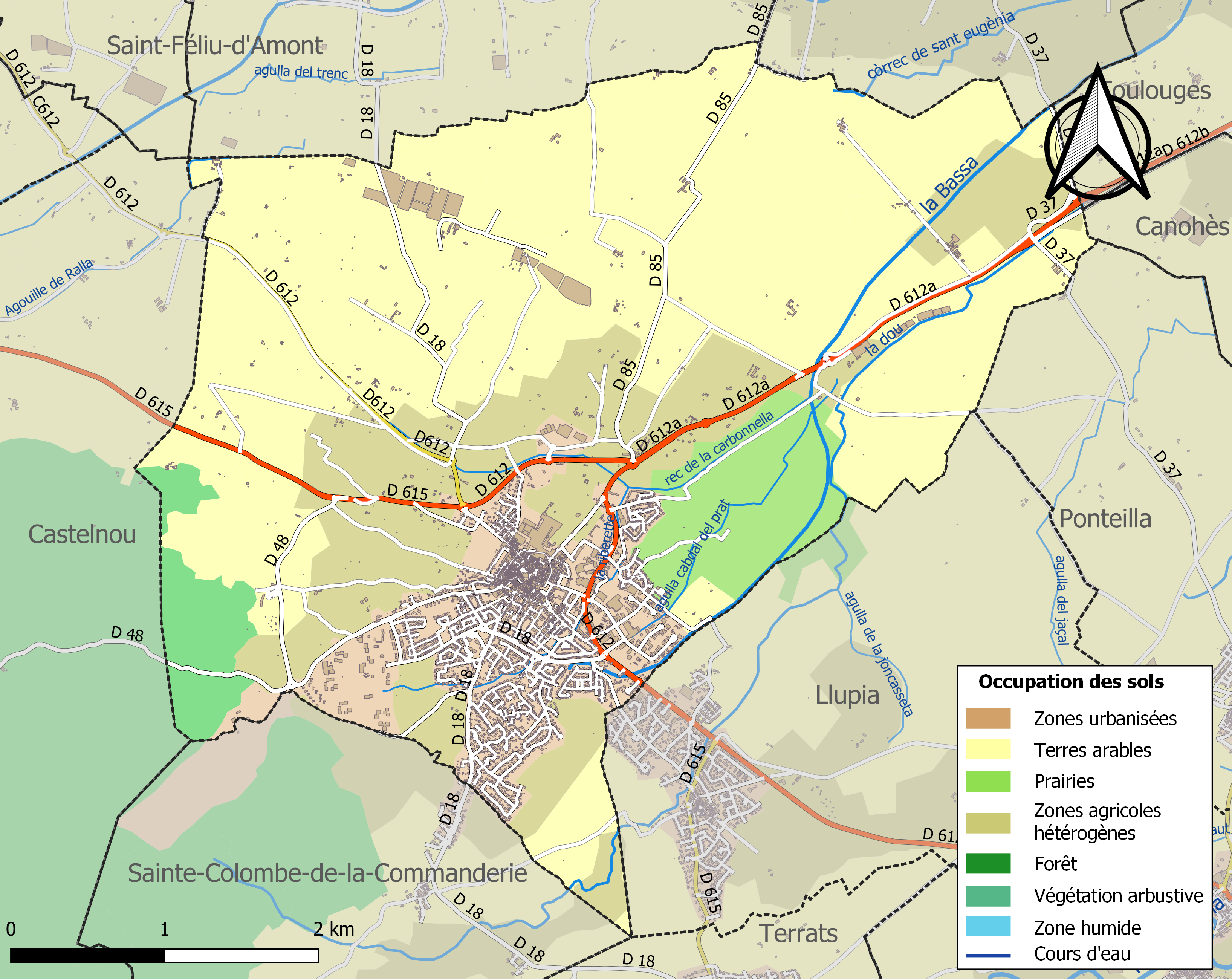
蒂尔土地利用情况地图

蒂尔是一个区域性的中心城市。截至2023年8月，蒂尔市镇范围内共有各类用人单位（包含自雇）1,404家，平均历史为16年，其中99.44%为中小型企业（PME），2023年6月至8月间，当地的经济活力指数为0.07%。（工业设备）、（蔬果销售）及（城际公路客运）是当地2021年营业额最高的三个企业，分别为69,398,844欧元、58,984,170欧元和4,881,180欧元。

## 财政与居民收入
2021年，蒂尔的财政收入总额为7,554,390欧元，财政支出总额为5,895,360欧元，当年的债务总额为1,133,540欧元。2021年，蒂尔市镇通过增值税获得189,100欧元的收入，此外当地还共获得了1,171,350欧元的国家直接财政补助。
2019年，蒂尔的人均月收入总额为2,016欧元，其中高级职员为3,629欧元，低于法国平均水平（4,230欧元）；中级职员为2,209欧元，低于法国平均水平（2,411欧元）；普通职员为1,678欧元，亦低于法国平均水平（1,740欧元）。
2019年，蒂尔境内的贫困率为18%，青壮年（15至64岁）失业率为15.9%；当地37.1%的家庭拥有纳税资格，平均纳税2,644欧元，低于法国平均水平（4,393欧元）。

## 社会事务

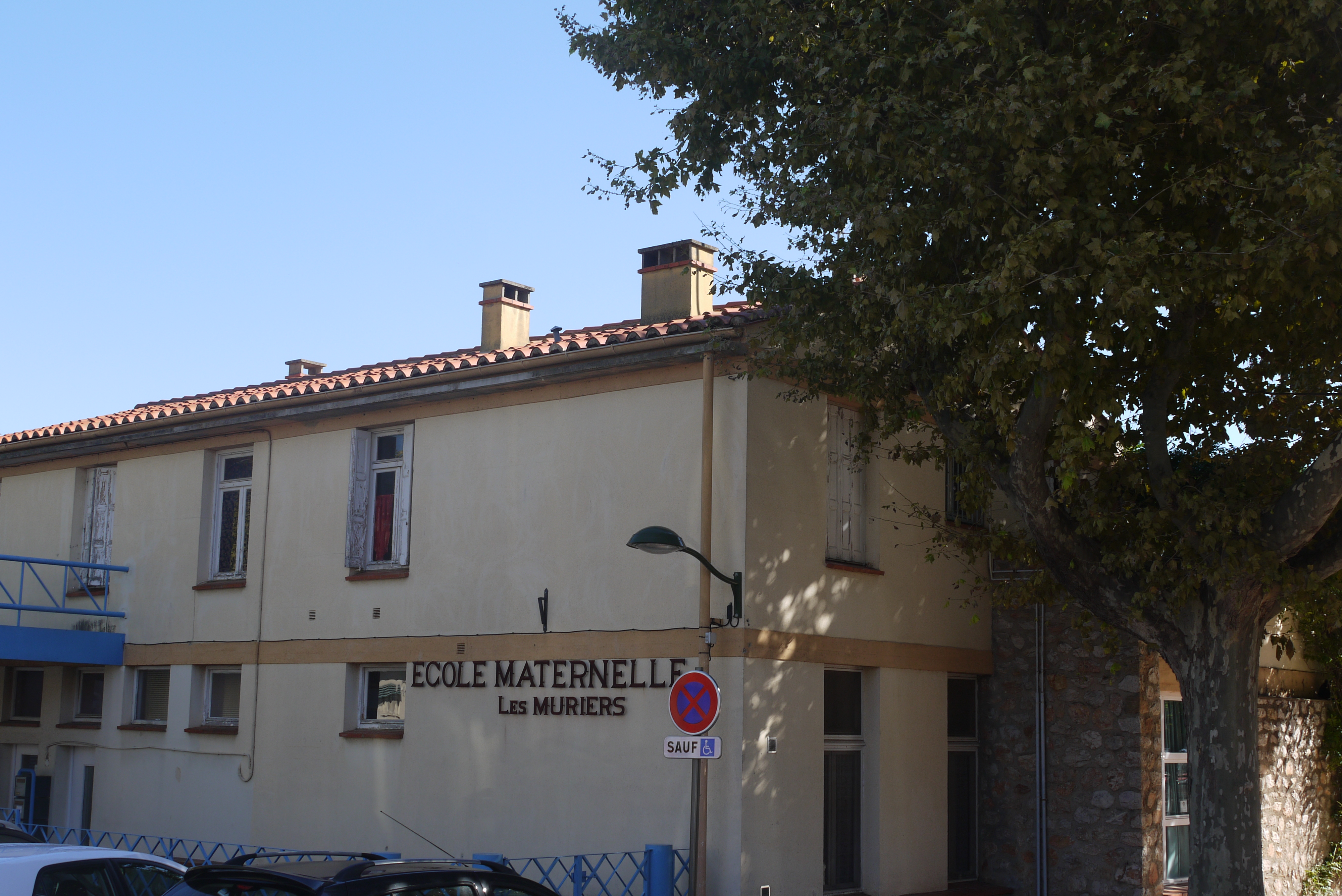
蒂尔的一所学校

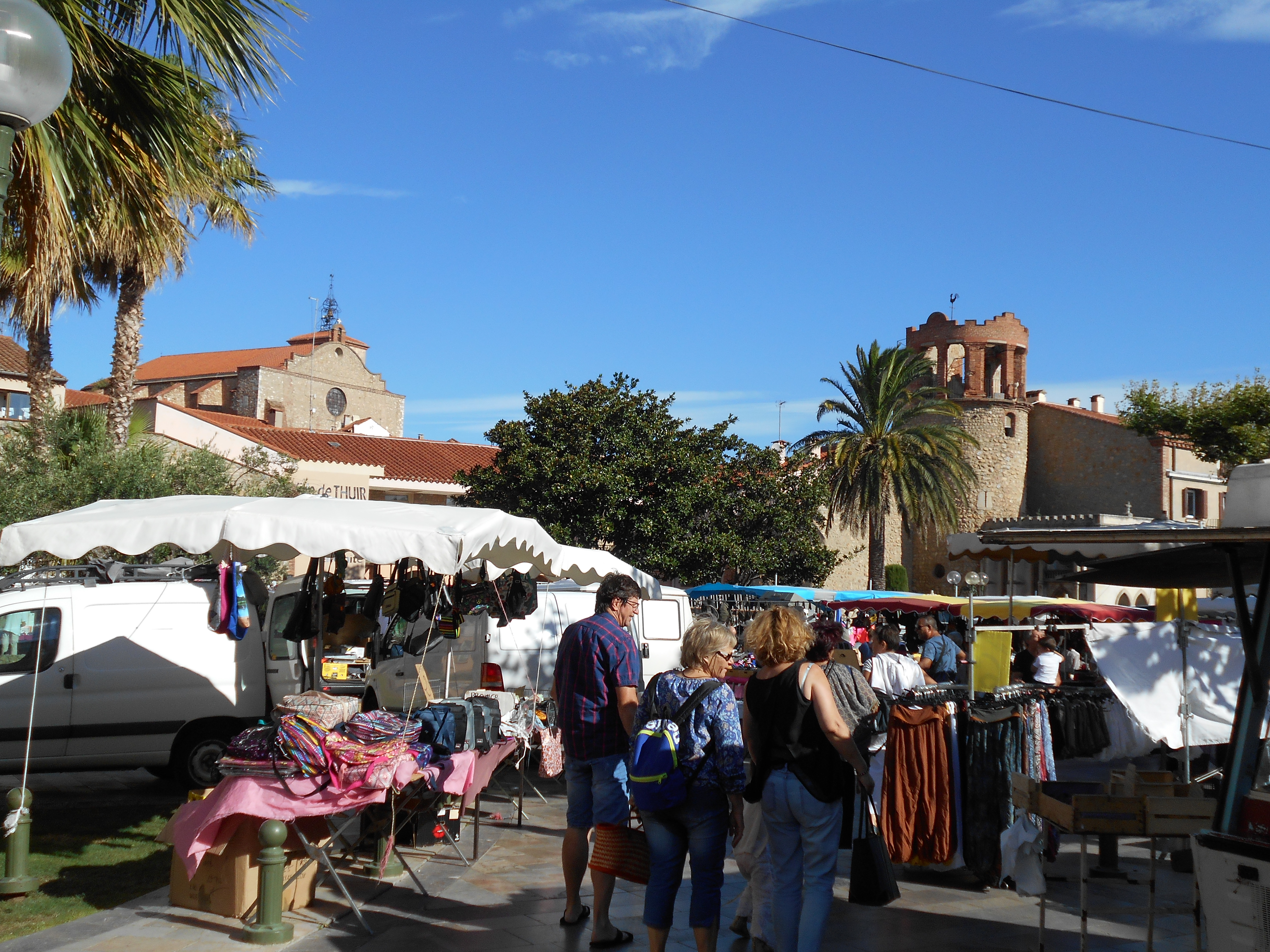
蒂尔街头的露天集市

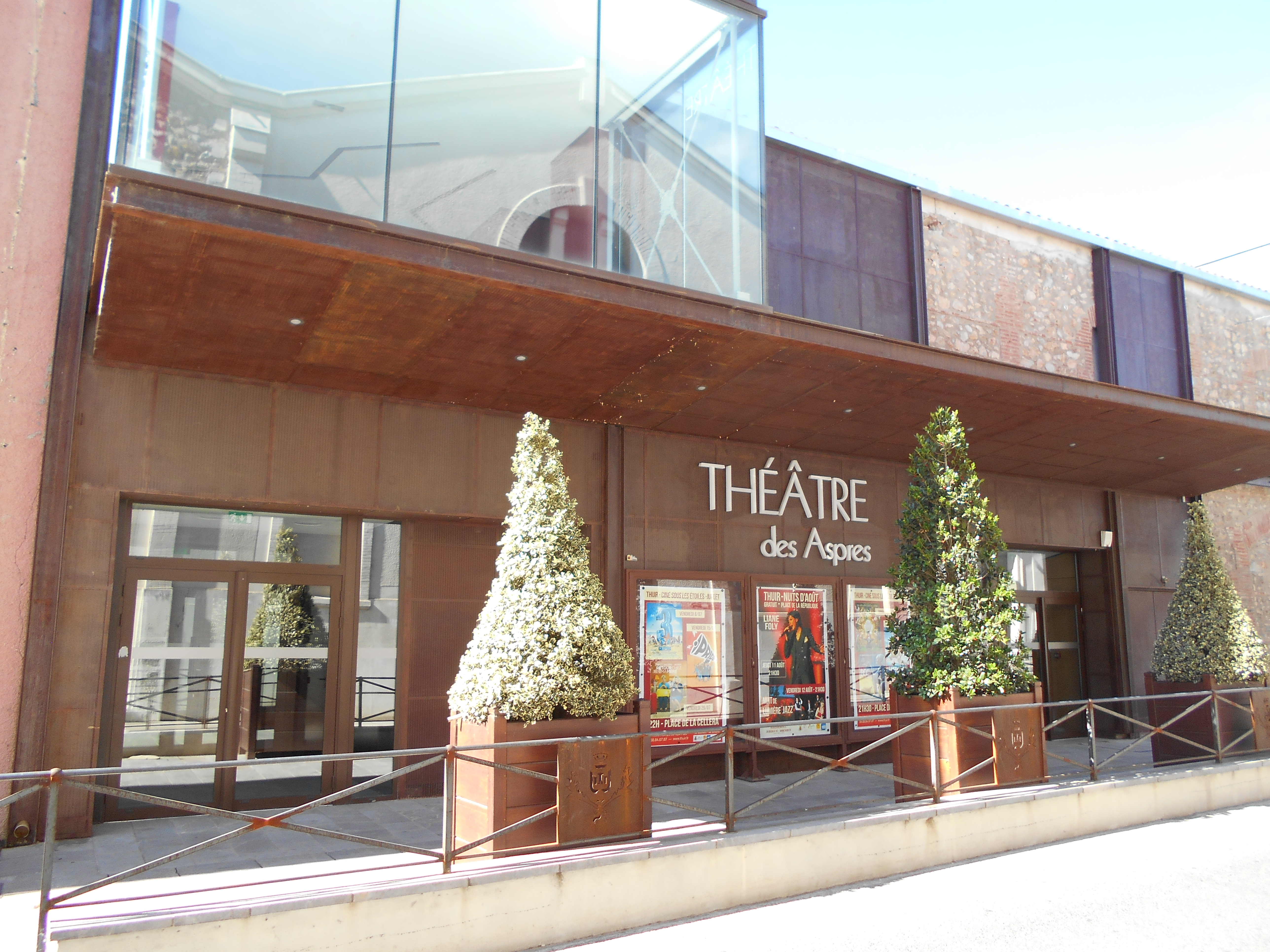
市政剧场

### 教育
蒂尔属于蒙彼利埃学区。截至2021年1月1日，蒂尔境内共有2所幼儿园、2所小学和1所初级中学。2021至2022学年度，蒂尔境内共有在校中等教育阶段学生1,032名。

### 医疗
截至2021年1月1日，蒂尔境内共有全科医生13名、保健师17名、牙医4名、护士31名、眼科医生1名和助产士2名。境内共有药房3家。
蒂尔境内的莱昂-让·格雷戈里医院（Hôpital Léon-Jean Grégory）是一座心理健康为专业的区域性医疗机构，其主病区位于蒂尔市区，设有床位471个，是当地规模最大的公立医院。距离蒂尔最近的综合性医疗机构（Centre Hospitalier de Thuir）为20公里外的佩皮尼昂中心医院。

### 住房
2019年，蒂尔境内共有各类住房4,269套，其中65.5%为独立式居民区，33.9%为集中式居民区。常住房屋占蒂尔市镇范围内居民建筑总量的88.4%。
在住房保障政策方面，2021年，蒂尔境内共有849户家庭获得了住房经济补助，受益人数占总人口数量的10.5%，其中809份为房租补助。

### 商业
2021年，蒂尔境内共有各类实体商铺227家，其中餐厅35家、大型超市6家、杂货店4家、面包房7家、肉铺3家、书店3家、银行门店4家、美容美发店16家、汽车维修店12家。市区北部建有一家Super U超市，市区东部则有Lidl和Netto购物商场。

### 体育
2021年，蒂尔境内共有1家游泳池、4间体育馆、5处网球场、1处马术场、4处足球或橄榄球场以及2处篮球或排球场。
截至2023年8月，蒂里努瓦足球俱乐部（Football Club Thuirinois，编号530112）是蒂尔境内唯一的一家注册足球俱乐部，该足球队成立于1977年，其下属的U16和U17队2023至2024赛季均参加奥克西塔尼大区足球联赛乙组，其主场为欧仁·里贝尔球场（Stade Eugène Ribère）。

### 环境
蒂尔的环境事务由其所属的莱萨斯普尔市镇公共社区联合各级政府协调负责。2021年，蒂尔境内暂无污染企业。

### 治安
2021年，蒂尔市镇范围内有1处宪兵队。
蒂尔及其附近的共45个市镇是佩皮尼昂国家宪兵队（zone gendarmerie de Perpignan）的管辖范围。2020年，该宪兵队累计记录各类案件5,712起，其中盗窃类案件3,086起，经济类案件1,004起，毒品交易类案件176起。

## 文化

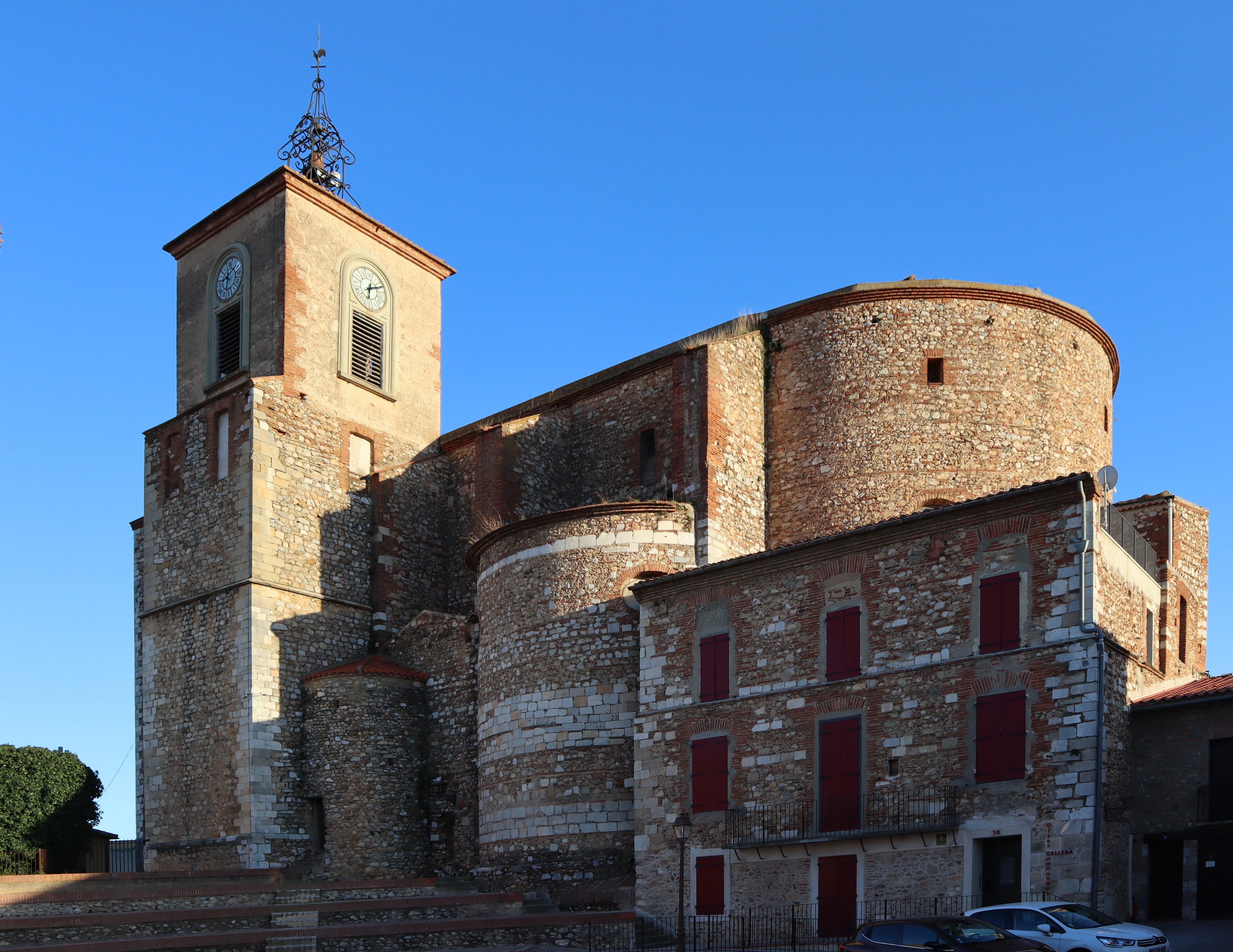
胜利圣母教堂

2021年，蒂尔境内暂无任何文化设施。蒂尔市政府提供多媒体中心，每周二、三、五、六向公众开放。

### 建筑
蒂尔境内有多处历史建筑，其中胜利圣母教堂、怜悯圣母小教堂以及城墙塔楼等是当地的地标性建筑物。

### 旅游
蒂尔的旅游事务由其所属的莱萨斯普尔市镇公共社区负责。2022年，蒂尔境内共有2家酒店共计41间房间。

### 媒体
法国主要的媒体均可在蒂尔接收，法国电视三台下属的奥克西塔尼大区频道在部分时段播出蒂尔所在东比利牛斯省的地方新闻。

## 相关人物
法国雕塑家马塞尔·吉利、橄榄球运动员欧仁·里贝尔和让-皮埃尔·罗默出生于蒂尔。

## 友好城市
截至2023年8月，蒂尔共与两座城市建立了友好城市关系：
- 安道尔 奥尔迪诺
- 西班牙 奥洛特